# We Rock
We Rock è un singolo dei Dio estratto dal loro album del 1984 The Last in Line.
Era la canzone che di solito chiudeva i loro concerti.

## Tracce
1. We Rock – 4:36
2. Holy Diver (live) – 4:59
3. Rainbow in the Dark – 4:56

## Formazione
- Ronnie James Dio - voce
- Vivian Campbell - chitarra
- Jimmy Bain - basso
- Claude Schnell - tastiere
- Vinny Appice - batteria